# Arturo Sabbadin
Arturo Sabbadin, né le 11 août 1939 à Mirano, est un coureur cycliste italien. Professionnel de 1960 à 1964, il obtient ses meilleurs résultats en 1961, en remportant le championnat d'Italie et la Coppa Bernocchi. Il a un frère, Alfredo Sabbadin, également coureur cycliste professionnel et vainqueur d'étape sur le Tour d'Italie.

## Palmarès
- 1957
  - 2e du Tour de Sicile
- 1959
  - Giro del Mendrisiotto
- 1961
  -  Champion d'Italie sur route
  - Coppa Bernocchi

## Résultats sur les grands tours

### Tour de France
- 1962 : 73e

### Tour d'Italie
- 1963 : 40e

### Tour d'Espagne
- 1961 : 13e